# SMIL
Мова синхронізованої інтеграції засобів мультимедіа (англ. synchronized multimedia integration language, SMIL) — проста але потужна мова для складних презентацій, заснована на XML.
SMIL описує розмітку для часової синхронізації, розміщення, анімацій, візуальних перетворень і багатьох інших аспектів.
Як стверджують в W3C, SMIL може стати ключовим елементом цифрового телевізійного мовлення.